# Гироскопическая мельница
Гироскопическая мельница — мельница, усилие и стирание в которой создаётся с помощью «гироскопа».
Существующие методы и способы разрушения горных пород требуют на их реализацию всё большего количества электроэнергии и материалов, которая достигает 5—10 % всей электроэнергии, вырабатываемой в России. Достаточно сказать, что для переработки алмазов в Якутии пришлось построить одну из самых мощных электростанций в России.
Существенного сокращения потребления энергии и материалов (в пять раз и более) можно достичь только за счёт использования принципиально новых способов и машин, эффективно реализующих процесс разрушения горных пород. К числу таких способов относится принципиально новый метод дезинтеграции горных пород, в котором реализован принцип их истирания в гироскопических мельницах за счёт создания усилий на их рабочий орган с помощью гироскопических устройств, что не имеет аналога как в России, так и за рубежом.
В настоящее время отсутствуют как сами гироскопические мельницы, так и методы расчёта величин усилий, возникающих на их исполнительном органе за счёт гироскопического эффекта.
В этой связи актуальной для теории разрушения является задача развития исследований по истиранию горных пород за счёт управления гироскопическим эффектом передачи усилий истирания на исполнительный орган гироскопической мельницы, предназначенной для оперативного опробования природных и техногенных материалов.
Представленная научно-техническая работа выполнялась в ИПКОН РАН в рамках научно-исследовательских работ по разделу «Развитие научных основ трансформации физико-химических и структурных свойств геоматериалов при внешнем воздействии» темы 5.1.15. «Развитие научных основ управления геомеханическими процессами и разрушением массивов горных пород» (2002—2004 гг.) и разделу «Фундаментальные проблемы изучения структуры и трансформации природного вещества при различных видах внешнего воздействия» темы 6.16. «Развитие теории, методов исследования, прогноза опасных геомеханических процессов и физики разрушения массивов горных пород при освоении недр» (2005—2007 гг.).
Вячеслав Александрович Бобин и его коллеги разработали и создали не имеющей аналога в России и за рубежом действующего макета гироскопической мельницы, реализующей энергосберегающую технологию безударного измельчения руд и техногенных материалов.
Идея использования гироскопической силы как физической основы новых энерго- и материалосберегающих технологий и механизмов в горном деле впервые была высказана автором работы в качестве основной разработки методов анализа физических процессов, происходящих при разрушении пород.
В качестве теоретической основы проекта используются методы механики твёрдого деформируемого тела, динамики твёрдого тела и системы тел.
Новизна работы заключаются в следующем:
1. Выявлен механизм и способ реализации основных режимов работы гироскопической тёрочной мельницы для измельчения твёрдого минерального сырья, при которых усилия действующие на рабочий орган могут в десятки и сотни раз превышать его вес.
2. Впервые получено математического описание и экспериментально исследован эффект возникновения гироскопических сил при взаимодействии двух и более материальных тел, пространственно расположенных друг относительно друга и вращающихся вокруг неподвижной и подвижной осей, для случая, когда эти тела не соединены жёсткой кинематической связью.
3. Разработано математическое описание процессов, происходящих при измельчении пород в гироскопической тёрочной мельнице, что позволяет в режиме реального времени моделировать взаимодействие силового органа мельницы с твёрдой измельчаемой породой.
4. Впервые создана гироскопическая тёрочная мельница, в которой реализован принцип разделения функций рабочего органа как основного элемента процесса разрушения и элемента системы управления им, что позволяет устойчиво переходить из режима истирания в режим раздавливания, а затем в режим ударного дробления;
5. Экспериментально показано, что гироскопическая тёрочная мельница позволяет при минимальных энергетических затратах оценивать природный гранулометрический состав твёрдых минералов и может использоваться как эталонный прибор для его получения.
6. Обосновано, что принцип измельчения минерального сырья в гироскопических тёрочных мельницах позволяет реализовать новые технологии разрушения твёрдых горных пород в широком диапазоне технологических параметров и при незначительных затратах металла и энергии.

Результаты работы апробированы на симпозиуме «Неделя горняка — 2003—2008 гг.», на конференциях «Физические проблемы разрушения горных пород», Москва, октябрь 2004 г., «Проблемы разрушения в строительной и горной механике», Санкт-Петербург, сентябрь 2004 г., «Наука и новейшие технологии при освоении месторождений полезных ископаемых», Москва, апрель 2004 г., на юбилейной конференции, посвященной 75-летию ИГД им. А. А. Скочинского «Проблемы ускорения прогресса в отраслях горного производства» (Москва, 2002), XIII Международной научной школе «Деформирование и разрушение материалов с дефектами и динамические явления в горных выработках» (Украина, г. Симферополь, 2003 г.), XI Международной научной школе-семинаре «Физика импульсных разрядов в конденсированных средах» (Украина, г. Николаев, 2003 г.), Международном симпозиуме «MESO/CADAMT» (г. Томск, 2003 и 2004 гг.).
По материалам исследований опубликовано 15 статей в рецензируемых изданиях, часть материалов опубликована в 2 монографиях, получено два авторских свидетельства на устройства, реализующие гироскопический метод истирания горных пород.